# РЕО (футбольний клуб)
Футбольний клуб «Вільнюс РЕО» (лит. Vilniaus futbolo klubas REO) — колишній професійний литовський футбольний клуб з Вільнюса.

## Історія
Клуб був заснований в 2005 році як команда «Поліція», хоча в той же час у місті була і команда «Состінос поліційос» (Столична поліція). У 2008 році клуб був перейменований на РЕО, і розпочав грати в Лізі III. У 2010 році команда дебютувала у ІІ лізі, та виграла її у 2011 році. Клуб виграв другий дивізіон у першому ж сезоні, та вийшов до А-ліги). На початку 2011 році клуб протягом короткого часу називався «ФК Вільнюс», але ця назва не була оригінальною (у цей час вже існував інший клуб «Вільнюс», який кілька сезонів грав у вищій лізі), але швидко повернувся до назви РЕО. Однак незабаром, навесні, команда захотіла називатися «Жальгіріс», але Литовська футбольна федерація заборонила команді використовувати назви та атрибутику інших команд. Керівництво команди РЕО заявило, що використовують назву вільнюського «Жальгіріса» згідно з договором з адміністратором збанкрутілого вільнюського «Жальгіріса», тоді як ВМФД «Жальгіріс» використовує цю назву незаконно. У 2011—2012 роках Вільнюський окружний суд розглядав справу про незаконне використання торгової марки, де позивачем був адміністратор збанкрутілого вільнюського клубу «Жальгіріс», а відповідачем — Вільнюська міська футбольна асоціація «Жальгіріс». Після цього інциденту команда зберегла свою колишню назву РЕО. 12 серпня 2012 року команда знялася з усіх змагань, організованих Литовською футбольною федерацією, через заборону команді на реєстрацію нових гравців.